# Megaselia inquinata
Megaselia inquinata är en tvåvingeart som beskrevs av Schmitz 1953. Megaselia inquinata ingår i släktet Megaselia och familjen puckelflugor. Inga underarter finns listade i Catalogue of Life.